# Elektronisches Geld
Elektronisches Geld (kurz auch E-Geld, früher auch Computergeld, Netzgeld, digitales Geld oder Cybergeld genannt; englisch E-Money) ist ein Zahlungsmittel, unter dem man jeden elektronisch oder magnetisch gespeicherten monetären Wert in Form einer Forderung gegenüber dem Emittenten versteht, der gegen Zahlung eines Geldbetrags ausgestellt wird, um damit Zahlungsvorgänge durchzuführen, und der auch von anderen Wirtschaftssubjekten (natürliche oder juristische Personen) als dem E-Geld-Emittenten angenommen wird.
Kontoguthaben (Giralgelder) stellen elektronisches Geld dar. Es handelt sich um eine Forderung an die jeweilige Geschäftsbank auf Zentralbankgeld. Aus Perspektive der Geschäftsbank handelt es sich um eine Verbindlichkeit gegenüber dem Kontoinhaber, der sie nachzukommen hat – in physischer oder digitaler (elektronischer) Form (letzteres bei Überweisung an ein Konto bei einer anderen Bank).
Ist der Emittent eine Zentralbank, handelt es sich um Zentralbankgeld, das Geschäftsbanken unter gewissen Umständen in elektronischer Form oder physisch als Geldreserven zur Verfügung gestellt wird. Gesetzliches Zahlungsmittel ist derzeit (2023) allein Bargeld, je nach Ausgestaltung von Digitalem Zentralbankgeld könnte auch dieses aus juristischer Perspektive (bei Gesetzesänderung) gesetzliches Zahlungsmittel sein, woran (etwa Digitaler Euro) aktuell gearbeitet wird. Zurzeit wird das digitale Zentralbankgeld intensiv erforscht, wurde aber erst in wenigen Ländern (etwa eNaira in Nigeria) ausgegeben.

## Allgemeines
Durch die digitale Revolution sind auch neue Zahlungsmittelformen entstanden. Elektronisches Geld als Finanzinnovation ist allerdings kein gesetzliches Zahlungsmittel wie Bargeld, denn innerhalb des Euro-Währungsgebiets haben gemäß Art. 128 Abs. 1 S. 3 AEUV, Art. 11 der Verordnung (EG) Nr. 974/98 des Rates nur Euro-Banknoten und -Münzen diesen Status. Das hat zur Folge, dass weder der Zahlungspflichtige noch der Zahlungsempfänger gesetzlich verpflichtet sind, eine Zahlung in E-Geld zu leisten bzw. anzunehmen. Das E-Geld unterliegt dem Bankenaufsichtsrecht, weil es neben dem gesetzlichen Zahlungsmittel als Zahlungsmitteläquivalent fungiert und damit dem Zahlungspflichtigen und Zahlungsempfänger auch die Rechtssicherheit bieten muss, an einem rechtswirksamen Zahlungsvorgang beteiligt zu sein, durch den der Zahlungspflichtige seine Geldzahlungspflicht erfüllen und der Zahlungsempfänger eine rechtswirksame Zahlung vereinnahmen kann.
Die EZB definierte im August 1998 elektronisches Geld als eine „auf einem Medium elektronisch gespeicherte Werteinheit, die allgemein genutzt werden kann, um Zahlungen an Unternehmen zu leisten, die nicht die Emittenten sind. Dabei erfolgt die Transaktion nicht notwendigerweise über Bankkonten, sondern die Werteinheiten auf dem Speichermedium fungieren als vorausbezahltes Inhaberinstrument“. In ihrem Monatsbericht vom November 2000 stufte die EZB das E-Geld als zukunftsträchtiges Zahlungsmittel ein und befürchtete nicht, dass E-Geld ihre Geldpolitik beeinträchtigen könne. Erste geldpolitische Untersuchungen zum E-Geld im Zusammenhang mit der Geldpolitik erschienen noch im Jahre 2000.
Nach § 1 Abs. 2 S. 3 ZAG ist E-Geld „jeder elektronisch, darunter auch magnetisch, gespeicherte monetäre Wert in Form einer Forderung an den Emittenten, der gegen Zahlung eines Geldbetrags ausgestellt wird, um damit Zahlungsvorgänge im Sinne des § 675f Abs. 4 S. 1 BGB durchzuführen, und der auch von anderen natürlichen oder juristischen Personen als dem Emittenten angenommen wird.“

## Rechtsgrundlagen
Nicht die nationalen Gesetzgeber, sondern die Europäische Union hat den Rechtsrahmen für E-Geld in allen EU-Mitgliedstaaten geschaffen. Die Richtlinie 2000/46/EG vom September 2000 befasste sich mit der Tätigkeit von E-Geld-Instituten. Gemäß dieser Richtlinie (Art. 1 Abs. 3) handelt es sich bei elektronischem Geld um einen monetären Wert in Form einer Forderung gegen die ausgebende Stelle, der auf einem Datenträger gespeichert ist, gegen Entgegennahme eines Geldbetrags ausgegeben wird, dessen Wert nicht geringer ist als der ausgegebene monetäre Wert und von anderen Unternehmen als der ausgebenden Stelle als Zahlungsmittel akzeptiert wird. Damit werden implizit zwei Begriffe eingeführt, nämlich multifunktionales elektronisches Geld und begrenzt funktionale elektronische Zahlungsmittel. Während multifunktionales E-Geld die mehr oder weniger universelle Nutzung der Kaufkraft zur Tätigung von Zahlungen gestattet, ist beim begrenzt funktionalen elektronischen Zahlungsmittel die Nutzung der Kaufkraft auf ganz bestimmte Verkaufsstellen an bestimmten Standorten beschränkt. Ein Beispiel dafür wären elektronische Zahlungsmittel, die nur innerhalb eines Verbunds öffentlicher Verkehrsmittel einer Stadt akzeptiert werden. Die EZB stufte erstmals den monetären Wert als Forderung des Inhabers gegenüber dem Emittenten ein und stellte sie damit den Zahlungsmitteln gleich. Nach Art. 3 dieser Richtlinie kann der Inhaber von elektronischem Geld während der Gültigkeitsdauer von der ausgebenden Stelle den Rücktausch des E-Gelds zum Nennwert in Münzen und Banknoten oder in Form einer Überweisung auf ein Bankkonto verlangen, ohne dass diese dafür andere als die zur Durchführung dieses Vorgangs unbedingt erforderlichen Kosten in Rechnung stellen darf. Die EU-Richtlinie 2000/46/EG wurde im September 2009 durch die Richtlinie 2009/110/EG ersetzt, die unter anderem die Gruppe der E-Geld-Institute neu aufnahm.
Im November 2007 folgte die Zahlungsdiensterichtlinie (Richtlinie 2007/64/EG, Abkürzung PSD oder zur Abgrenzung von der 2018 überarbeiteten Version auch „PSD 1“). Sie stellt aufsichts- und zivilrechtliche Regeln für die Erbringung von Zahlungsdiensten auf, unter die Überweisungen, Lastschriften und Kartenzahlungen fallen. Sie zählt abschließend in Art. 1 die Zahlungsdienstleister auf und berücksichtigt dabei auch die E-Geld-Institute. Im September 2009 folgte die Richtlinie 2009/110/EG, die die Richtlinie 2000/46/EG vom September 2000 aufhob und die Tätigkeit von E-Geld-Instituten neu regelte. Sie definierte E-Geld in Art. 2 Nr. 2 als „jeden elektronisch – darunter auch magnetisch – gespeicherten monetären Wert in Form einer Forderung gegenüber dem Emittenten, der gegen Zahlung eines Geldbetrags ausgestellt wird, um damit Zahlungsvorgänge … durchzuführen, und der auch von anderen natürlichen oder juristischen Personen als dem E-Geld-Emittenten angenommen wird“. Die Richtlinie 2013/36/EU (überarbeitete Zahlungsdiensterichtlinie, abgekürzt „PSD 2“) vom Juni 2013 ist ab 13. Januar 2018 anzuwenden und ersetzt die PSD 1. Sie bezieht die Ausgabe von E-Geld in die von den EU-Mitgliedstaaten gegenseitig anzuerkennenden Tätigkeiten ein (Anhang I, Nr. 15) und enthält neue Sicherheitsanforderungen und Sicherheitsmaßnahmen.
Das E-Geld-Geschäft besteht nach § 1 Abs. 2 Satz 2 ZAG in der Ausgabe von E-Geld. Als Emittenten sind nach § 1 Abs. 2 ZAG außer Kreditinstituten insbesondere auch E-Geld-Institute, der Bund, die Länder, die Gemeinden und Gemeindeverbände sowie die Träger bundes- oder landesmittelbarer Verwaltung, soweit sie als Behörde handeln und die EZB zugelassen. In § 1 Abs. 2 Satz 3 ZAG ist die Legaldefinition des E-Geldes aus der Richtlinie 2009/110/EG übernommen und verbindet den Zahlungsvorgang mit dem Zahlungsdiensterecht des § 675f Abs. 4 Satz 1 BGB. Der monetäre Wert muss eine Forderung an den Anbieter darstellen, gegen Zahlung eines Geldbetrages geschaffen und durch eine elektronische Speicherung repräsentiert werden. Die Möglichkeit der Geldschöpfung durch E-Geld blendet der Gesetzgeber hier vollständig aus, denn E-Geld entsteht laut Gesetz grundsätzlich im Austausch gegen Zentralbankgeld.
Digitalisiertes Zahlungsgeschäft lag nach § 1 Abs. 2 Nr. 5 ZAG bei der Ausführung von Zahlungsvorgängen vor, „bei denen die Zustimmung des Zahlers zur Ausführung eines Zahlungsvorgangs über ein Telekommunikations-, Digital- oder IT-Gerät übermittelt wird und die Zahlung an den Betreiber des Telekommunikations-, IT-Systems oder IT-Netzes erfolgt, sofern der Betreiber ausschließlich als zwischengeschaltete Stelle zwischen dem Zahlungsdienstnutzer und dem Lieferanten der Waren oder Dienstleistungen tätig ist.“ Die besondere Stellung für digitalisierte Zahlungsgeschäfte entfiel mit der Neufassung des Gesetzes 2018, doch je nach Ausgestaltung der Dienstleistungen können diese zukünftig den Tatbestand einer der anderen Zahlungsdienste erfüllen.

## Arten
E-Geld-Produkte werden je nach Art des Speichermediums in hardwaregestützte und softwaregestützte Produkte unterteilt. Bei hardwaregestützten Produkten ist der Datenträger allgemein ein Computerchip, der normalerweise in eine Plastikkarte eingebaut ist, wobei der Zugriff auf die Kaufkraft mittels hardwaregestützter Sicherheitsmerkmale geschützt ist. Softwaregestützte Produkte hingegen funktionieren auf der Basis spezieller PC-Software, mit welcher elektronische Werteinheiten in der Regel über Telekommunikationsnetze (z. B. das Internet) übertragen werden. Zum hardwaregestützten E-Geld gehören Zahlungen über Telekommunikationsnetze, die mittels eines Kartenlesegeräts und eines Personal Computers mit Internetzugang geleistet werden.

### Elektronische Geldbörse
Als elektronische Geldbörse wird E-Geld auf dem Chip oder Magnetstreifen einer (Kunststoff-)Karte gespeichert. Im stationären Handel kann der monetäre Gegenwert des elektronischen Geldes für Kleinbetragszahlungen eingesetzt werden. Prominentestes Beispiel für Kartengeld in Deutschland ist die Geldkarte, die vom Zentralen Kreditausschuss der Banken (ZKA) herausgegeben wird. Es wird ein bei vielen deutschen Bankkarten integrierter Chip genutzt, auf den am Geldautomaten Beträge bis zu 200 Euro geladen werden können. Typische Akzeptanzstellen der GeldKarte sind Parkhäuser, Zigarettenautomaten und Nahverkehrsautomaten (Zahlung von Kleinbeträgen).

### Cyberwallet (Netzgeld)
Netzgeld oder Cyberwallet wird beim elektronischen Handel neben den klassischen Systemen im Zahlungsverkehr wie Nachnahme, Kreditkarte, Rechnung und Lastschrift genutzt. Die Speicherung des elektronischen Geldes erfolgt auf einem Datenträger beim Nutzer (z. B. einer Festplatte), oftmals unter Nutzung einer speziellen Software (vgl. eCash) oder auf einem Online-Konto. Im Dialog zwischen mindestens zwei Rechnern über ein Rechnernetz kann das elektronische Geld für die Abwicklung von Fernzahlungen genutzt werden. Um Netzgeld zu erhalten, muss zunächst reguläres Buchgeld (s. o.) an den Herausgeber des Netzgeldes (in Europa: E-Geld-Institut oder das herausgebende Kreditinstitut) transferiert werden (beispielsweise per Überweisung). Der Herausgeber übermittelt daraufhin einen äquivalenten Gegenwert in Form von elektronischem Geld an den Kunden. Die Speicherung beim Kunden erfolgt mit Hilfe von komplizierten Verschlüsselungsverfahren, um sicherzustellen, dass die umfangreichen (Sicherheits-)Anforderungen erfüllt werden können. Das übermittelte elektronische Geld weist eine Forderung gegenüber dem Herausgeber nach, die bei einem Zahlungsvorgang an den Empfänger übertragen wird. Der Empfänger (Akzeptanzstellen) kann das E-Geld beim Herausgeber in Bankguthaben oder Buchgeld umtauschen.

## Bezahlverfahren im Internet
In Deutschland unterliegen die Zahlungsdienste nach § 1 Abs. 2a ZAG einer Erlaubnispflicht durch die BaFin. Anbieter, die in Deutschland als Zahlungsinstitut Zahlungsdienste erbringen oder als E-Geld-Institut das E-Geld-Geschäft betreiben wollen, benötigen nach § 10 Abs. 1 Satz 1 ZAG oder § 11 Abs. 1 Satz 1 ZAG eine Erlaubnis. Zu nennen sind hier etwa Anbieter von Zahlungskonten für Händler und Kunden (zum Beispiel PayPal), Kreditkartenlösungen (etwa 3-D Secure), Lastschriften-basierte Lösungen (etwa Bezahlung bei Amazon), die Weiterleitung des Kunden zu einer Bankwebseite (zum Beispiel iDeal), aber auch die Entgegennahme von PIN und TAN des Kunden für das Online Banking und die Weiterleitung des Zahlungsauftrags zu dessen kontoführendem Zahlungsdienstleister (zum Beispiel Sofortüberweisung).

## Elektronische Zahlungssysteme
Elektronische Zahlungssysteme können je nach Betrachtungsweise unterschiedlich kategorisiert werden.
- Nach der Höhe des Betrags:[11]
  - Macropayment (ab ca. 5 Euro)

Mischkategorisierung

  - Micropayment (ab ca. 5 Cent bis ca. 5 Euro)
  - Kleinstbetrag „Milli-/Mini-“, „Pico-“ oder „Nanopayment“ (bis ca. 5 Cent)
- Nach Art der Basierung:[12]
  - Diejenigen Verfahren, die eine gleiche Basis bzw. Grundlage (Technik, Methode, zugrundeliegendes Medium) haben.
- Nach eingesetzter Hard- und Software:
  - Kategorisierung anhand der eingesetzten Hard- und Software-Komponenten[13] (beispielsweise Kategorisierung in hard- und softwarebasierte Systeme oder in Karten- und Netzgeld).
- Nach Zeitpunkt:
  - Nachträglich:[14][15] Belastung des Kundenkontos erst nach der Transaktion.
  - Sofort:[16] Abbuchung vom Kundenkonto zeitgleich mit dem Kauf.
  - Auf Guthabenbasis: Ausführung der Zahlung vor dem Kauf.

Da die üblichen Kategorisierungsformen für eine hinreichend akzeptable Abgrenzung gängiger Anbieter nicht unbedingt geeignet sind, bedarf es einer Mischform. Eine solche Mischkategorisierung hat Knud Böhle entwickelt, der die E-Payment-Systeme wie folgt gliedert:
- Zugangssysteme (Access Products)
- Inkassosysteme
- Mobile-Payment-Systeme (mobile Bezahlverfahren)
- Vorauszahlungsverfahren

Der Trend geht allerdings dahin, dass Anbieter mehrere Verfahren anbieten, unter denen der Kunde auswählen kann. Somit lassen sich einige Anbieter nicht pauschal in nur eine Kategorie einordnen.

## Wirtschaftliche Aspekte
Die Verlässlichkeit von Zahlungssystemen in einer Volkswirtschaft ist von Liquidität, Finalität, Transaktionsrisiko und systemischem Risiko abhängig.
- Die Liquidität von E-Geld hängt davon ab, ob und wie leicht (mit welchen Transaktionskosten) es in gesetzliche Zahlungsmittel (englisch legal tender) oder Buchgeld umgewandelt werden kann und wie viele Händler bereit sind, es zu akzeptieren.[19] E-Geld muss zudem gegen Zentralbankgeld im Verhältnis 1:1 zum Nennwert umtauschbar sein.[20]
- Eine Zahlung ist dann final (also endgültig), wenn sie nicht mehr widerrufen werden kann.[21] Wenn der Zahlungspflichtige keine rechtliche Möglichkeit mehr besitzt, seine Zahlung zu widerrufen, ist die Zahlung final. Das ist nach § 675p Abs. 1 BGB nach dem Zugang des Zahlungsauftrags beim Zahlungsdienstleister der Fall.
- Jede abzuwickelnde Transaktion enthält für den Zahlungsempfänger ein Transaktionsrisiko (Kreditrisiko, Fälschungsrisiko von Bargeld). Hat der Zahlungsempfänger seine Leistung bereits erbracht und die Zahlung steht noch aus (Vorleistung), ist er dem Kreditrisiko des Zahlungspflichtigen ausgesetzt. Die Gesetzgebung hat nicht alle Transaktionsrisiken im Umgang mit E-Geld ausgeschlossen. In erster Linie dürfte die Bonität der E-Geld-Emittenten, die einer Erlaubnispflicht unterliegen, die Akzeptanz von E-Geld begrenzen.
- Das systemische Risiko besteht darin, dass ein Zahlungssystem durch menschliches Fehlverhalten oder Insolvenz der Beteiligten Marktstörungen unterliegt oder ganz zusammenbrechen kann. Die Überwachung des Zahlungsverkehrs durch Zentralbanken und Bankenaufsicht kann dieses Risiko minimieren.

E-Geld besitzt mikroökonomische Effizienzvorteile, weil bei der Bezahlung eine direkte Verbindung zwischen Käufer und Verkäufer zustande kommt und keine Dritten (wie Zahlungsdienstleister) eingeschaltet sein müssen.

## Anforderungen
Elektronisches Geld stellt folgende besondere Anforderungen: Fälschungssicherheit, Konvertierbarkeit, Umlauffähigkeit (Peer-to-Peer), Anonymität (unverfolgbar, unverknüpfbar, jede Münze vom Herausgeber „blind“ signiert), die Vermeidung der Mehrfachausgabe (englisch Double-spending). Anwender elektronischer Bezahlung stellen berechtigte Forderungen nach Einfachheit, Verfügbarkeit, Schnelligkeit, Anonymität, Teilbarkeit (Wechselgeld) und Sicherheit (Falschgeld). E-Commerce-Anbieter müssen das Risiko der Bezahlung (Zahlungssicherheit) zwischen sich und dem Kunden aufteilen. Einem Kunden oder Neukunden soll ein möglichst risiko- und aufwandarmer Zugang gewährt werden. Ein höherer Aufwand bei der Anmeldung sichert oft eine höhere Fälschungssicherheit des Bezahlvorgangs. Um einerseits die Anonymität des Endnutzers und andererseits die Gültigkeit des elektronischen Geldes zu gewährleisten, treten Finanzinstitute in ein Dreiecksverhältnis mit den Anbietern und Endkunden ein.
Weitere Anforderungen
- Preis/Kosten: Für die Nutzung von Online-Bezahlverfahren verlangen viele Anbieter eine Zahlung von transaktionsabhängigen Gebühren durch den Nutzer des jeweiligen Verfahrens. Zudem sind die transaktionsunabhängigen Kosten zu betrachten, die auf Käuferseite für das möglicherweise notwendige Aufladen von Guthaben auf das eigene Online-Konto oder die Beschaffung von benötigter Hardware bzw. Software anfallen. Auf Verkäuferseite sind die eventuell monatlich zu entrichtenden Grundgebühren zu beachten, die dieser an den Systemanbieter zu entrichten hat.
- Akzeptanz: Neben dem Preis und der angebotenen Sicherheit muss ein Online-Bezahlsystem bei Händlern und Kunden als Zahlungsmethode akzeptiert sein. Diese zunehmende Akzeptanz von Online-Bezahlsystemen generell führt zunächst im E-Commerce-Bereich zu einer Verringerung oder gar Vermeidung von Kaufabbrüchen seitens der Kunden, da diese mit einem von ihnen selbst ausgewählten Zahlungssystem den Kaufvorgang abschließen können. Dieses Kaufverhalten kann auf die steigende Anzahl an unterschiedlichen angebotenen Zahlungsmethoden zurückgeführt werden, da sich hier jeder Kunde sein gebräuchlichstes Zahlungssystem auswählen kann. Die Akzeptanz der Online-Bezahlverfahren im Allgemeinen steigt demnach in den letzten Jahren durch eine intuitivere Bedienung mit gestiegener Nutzerfreundlichkeit. Ob ein konkretes Online-Bezahlsystem die Akzeptanz von Händlern und Kunden erlangt, kann u. a. in der hohen Verbreitung dieses Online-Bezahlsystems gesehen werden.
- Portierbarkeit: Online-Bezahlsysteme, die auf einer Vielzahl von E-Commerce-Plattformen einsetzbar sind und damit eine universelle Nutzbarkeit aufweisen, haben einen weiteren Vorteil gegenüber solchen Systemen, die nur für eine Anwendung Einsatz finden.
- Schnelligkeit: Diese Anforderung an Online-Bezahlsysteme fordert, eine möglichst geringe Zahlungsverzögerung zwischen Zahlungsausgang beim Kunden und Zahlungseingang beim Händler zu realisieren, um so die kurzfristige Abwicklung einer Transaktion zu gewährleisten.
- Sicherheit: Sowohl Händler als auch Kunden verlangen von Online-Bezahlsystemen die Einhaltung von Sicherheitsstandards bei der Transaktionsübertragung, die vor ungewollten Manipulationen während einer Transaktion schützen sollen, die sich im Abhören, dem Verändern oder dem Missbrauch ausgelöster Transaktionen äußern oder durch eine fehlerhafte maschinelle Weiterverarbeitung verursacht werden können. Daneben steht die Gewährleistung einer hohen Zahlungssicherheit, die sich insbesondere in echtem und bleibendem Geldeingang beim Händler, im Gegensatz zum unsicheren und mit hohen Zahlungsausfallrisiken behafteten Bezahlen per Kreditkarte, zeigt. Durch die angestrebte Sicherheit bei der Geldübertragung kann ein Kunde mit einer ordnungsgemäßen Warenlieferung rechnen und bekommt gleichermaßen eine einfache Möglichkeit zur Reklamationsabwicklung bei unsachgemäßer Lieferung oder falschem Zahlungseingang. Diese Abwicklung ist allerdings den jeweiligen Richtlinien des Zahlungsdienstleisters unterworfen, die nicht immer transparent sind, und somit für beide Seiten einem gewissen Restrisiko unterworfen. Außerdem ist E-Geld nur im Falle von Kreditinstituten als Emittenten durch die Einlagensicherung gegen Insolvenz abgesichert, alle Nichtbanken unterliegen indes nicht dieser Einlagensicherung.
- Benutzerfreundlichkeit: Ein Online-Bezahlsystem sollte eine einfache Handhabung ermöglichen sowie in seiner Arbeitsweise nachvollziehbar für den Anwender sein. Online-Bezahlverfahren, die eine hohe Komplexität aufweisen, sind in der Vergangenheit am Markt gescheitert.

## Währungen
Elektronisches Geld kann in verschiedenen Währungen angeboten werden. Sofern die Währung des E-Geldes nicht mit der Heimatwährung des Benutzers identisch ist (Fremdwährung), geht dieser ein Kursrisiko ein. Das Gleiche gilt für in Edelmetallen berechneten Systemen elektronischen Geldes, z. B. bei in Gold verrechnetem elektronischen Geld (englisch Digital Gold Currency).

## Abgrenzungen
Bei E-Geld muss nicht unbedingt auf Bankkonten zugegriffen werden, was es von Zugangsprodukten wie Debitkarten unterscheidet. Kein E-Geld sind deshalb elektronische Zugangsverfahren zu Bankguthaben (wie Debit- oder Kreditkartenzahlung) und auch so genannte Kryptowährungen (wie Bitcoin). Auch einfunktionale Zahlungen sind kein E-Geld, weil sie vom Inhaber nur beim Emittenten für später zu erbringende Leistungen oder Lieferungen genutzt werden können (wie Telefonwertkarten).

## Statistische Erfassung
Da die E-Geld-Emittenten als Kreditinstitute gelten, unterliegen sie allen bankaufsichtsrechtlichen Vorschriften. Gemäß der Verordnung EZB/1998/16 wird von MFIs des Euroraums begebenes, umlaufendes elektronisches Geld in der MFI-Bilanz unter den Verbindlichkeiten aus Einlagen erfasst, wobei es nicht gesondert, sondern unter der Position „täglich fällige Verbindlichkeiten“ ausgewiesen wird. Das von MFIs des Euroraums begebene E-Geld wird daher in vollem Ausmaß sowohl bei der Berechnung der Geldmenge des Euroraums als auch des Mindestreserve-Solls berücksichtigt. E-Geld stellt ein Substitut für Bargeld und Buchgeld dar. Durch E-Geld verlieren Zentralbanken Ertragspotenziale im Rahmen ihrer Seignorage.